# Misteriji sestre Boniface
Misteriji sestre Boniface (Fox Crime) ili Zagonetni slučajevi sestre Bonifacije (HTV 2) (engleski Sister Boniface Mysteries) britanska je televizijska serija koju je stvorila Jude Tindall. Serija je spin-off televizijske serije Velečasni Brown, gdje je lik sestre Bonifacije predstavljen u šestoj epizodi, prve sezone „The Bride of Christ”. 
Serija je premijerno prikazana od 8. veljače 2022. na britanskom streaming platformi BritBox, kasnije prikazana na televizijskom kanalu Drama. U Hrvatskoj serija se premijerno prikazuje na televizijskom kanalu Fox Crime od 15. svibnja 2022. pod nazivom Misteriji sestre Boniface, a od travnja 2023. prikazuje se na Drugom programu HRT-a pod nazivom Zagonetni slučajevi sestre Bonifacije.
BBC Studios u srpnju 2024. obnovio je seriju za četvrtu sezonu i božićni specijal.

## Radnja
Radnja se odvija ranih 1960-ih u Engleskoj. Sestra Bonifacije katolička je časna sestra u samostanu St. Vincent ('Sv. Vinko') u izmišljenu gradu Great Slaughter u Cotswoldsu. Osim vjerskih dužnosti u samostanu, proizvodi vino i doktorirala je forenziku, što joj omogućuje suradnju kao znanstvena savjetnica mjesne policije za istrage.

## Pregled serije
Emisija se premijerno prikazuje od 8. veljače 2022. na streaming platformi BritBox. U Hrvatskoj premijerno se prikazuje od 15. svibnja 2022. na kabelskom kanalu Star Crime, na Drugom programu HRT-a od 15. travnja 2023. i na kabelskom kanalu BBC First od 27. studenoga 2023.
Druga sezona se prikazala u Engleskoj od 3. travnja do 29. travnja 2023., u Hrvatskoj premijeno se prikazala na Star Crimeu od 2. kolovoza do 4. listopada 2023., tijekom 2024. na kanalima HTV 2 i BBC First.
Treća sezona se prikazala od 24. travnja do 26. srpnja 2024. dok u Hrvatskoj par dana kasnije od 31. sprnja do 18. rujna na Star Crimeu. Na HTV 2 se prikazala od 13. travnja do 10. svibnja 2025.
| Sezona | Sezona   | Epizoda  | UK prikazivanje    | UK prikazivanje    | Hrvatsko emitiranje | Hrvatsko emitiranje | Hrvatsko emitiranje | Hrvatsko emitiranje | Hrvatsko emitiranje | Hrvatsko emitiranje |
| Sezona | Sezona   | Epizoda  | BritBox            | BritBox            | Star Crime          | Star Crime          | HTV 2               | HTV 2               | BBC First           | BBC First           |
| Sezona | Sezona   | Epizoda  | Premijera          | Finale             | Premijera           | Finale              | Premijera           | Finale              | Premijera           | Finale              |
| ------ | -------- | -------- | ------------------ | ------------------ | ------------------- | ------------------- | ------------------- | ------------------- | ------------------- | ------------------- |
|        | 1.       | 10       | 8. veljače 2022.   | 8. ožujka 2022.    | 15. svibnja 2022.   | 18. lipnja 2022.    | 15. travnja 2023.   | 20. svibnja 2023.   | 27. studenoga 2023. | 5. veljače 2024.    |
|        | 2.       | 10       | 3. travnja 2023.   | 29. travnja 2023.  | 2. kolovoza 2023.   | 4. listopada 2023.  | 2. studenoga 2024.  | 8. prosinca 2024.   | 27. svibnja 2024.   | 29. srpnja 2024.    |
|        | Specijal | Specijal | 19. prosinca 2023. | 19. prosinca 2023. | Još nije najavljeno | Još nije najavljeno | Još nije najavljeno | Još nije najavljeno | 29. prosinca 2024.  | 29. prosinca 2024.  |
|        | 3.       | 8        | 24. travnja 2024.  | 26. srpnja 2024.   | 31. srpnja 2024.    | 18. rujna 2024.     | 13. travnja 2025.   | 10. svibnja 2025.   | 9. lipnja 2025.     | 29. sprnja 2025.    |
|        | Specijal | Specijal | 19. prosinca 2024. | 19. prosinca 2024. | Još nije najavljeno | Još nije najavljeno | Još nije najavljeno | Još nije najavljeno | Još nije najavljeno | Još nije najavljeno |

## Glumačka postava

### Glavni
- Lorna Watson kao Sestra Boniface, katolička časna sestra
- Max Brown kao Sam Gillespie, inspektor
- Jerry Iwu kao Felix Livingstone, narednik
- Miranda Raison kao Ruth Penny, novinarka
- Ami Metcalf kao Peggy Button, a policajka

### Sporedni
- Belinda Lang kao Mrs. Clam
- Carolyn Pickles kao Časna majka Adrian
- Virginia Fiol kao Sestra Reginald
- Tina Chiang kao Sestra Peter
- David Sterne kao Tom Thomas
- Ivan Kaye kao Ted Button
- Sarah Crowden kao Miss Thimble
- Robert Daws kao Šef policije Hector Lowsley
- Mat Fraser kao Clement Rugg, novinar
- Jack Gouldbourne kao Norman Walley, mladi reporter, Peggyna kolegica iz razreda
- Ayesha Griffiths kao Victoria Braithwaite, Felixova zaručnica

## Vanjske poveznice
- Službena stranica na britbox.com
- Službena stranica na foxtv.hr
- Sister Boniface Mysteries u internetskoj bazi filmova IMDb-a